# СПМ Рекорд
Студия популярной музыки «Реко́рд» (СПМ «Реко́рд», англ. SPM «Record») — советское хозрасчётное предприятие (лейбл) в области звукозаписи, продюсирования музыкальных коллективов и исполнителей, производства концертного оборудования, организации концертов и фестивалей. Создано решением Министерства культуры СССР и существовало с 1986 по 1991 год.
Основатель и художественный руководитель — Юрий Чернавский.

## История
Объединение СПМ «Рекорд» было создано при Научно-методическом центре Министерства культуры СССР в Москве в 1986 году. Студия была зарегистрирована в реестре хозрасчётных объединений СССР под № 2.
Целью своей деятельности студия «Рекорд» ставила поиск и поддержку молодых талантов, а также консультации и услуги профессиональным музыкантам в достижении творческих результатов.
Общее руководство по организации и деятельности студии осуществлял Чернавский. Его помощниками были директор Научно-методического центра Министерства культуры СССР Нина Николаевна Базарова, поддержавшая идею проекта на министерском уровне, руководитель группы «Круиз» Матвей Аничкин и художник-дизайнер Валерий Желтков.
СПМ имела филиалы в городах:

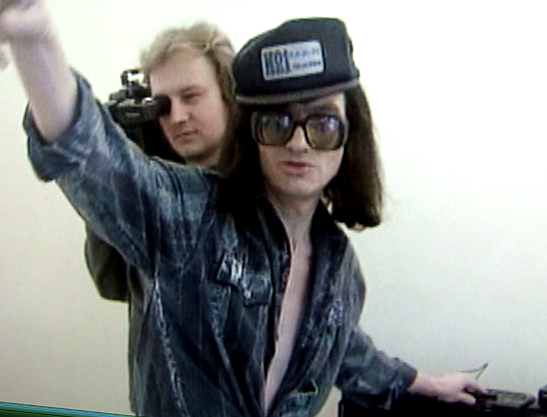
Рабочий момент репетиции на СПМ «Рекорд»

- Москва — руководитель Михаил Чижиков;
- Ленинград — руководитель композитор Виктор Резников;
- Харьков — руководитель Владимир Ходзицкий;
- Владивосток — руководитель Николай Томилин;
- Тамбов — руководитель заслуженный деятель искусств РСФСР Юрий Гуков.

Каждый филиал СПМ «Рекорд» имел несколько своих отделений, расположенных в областных центрах и областях.

### 1986—1987

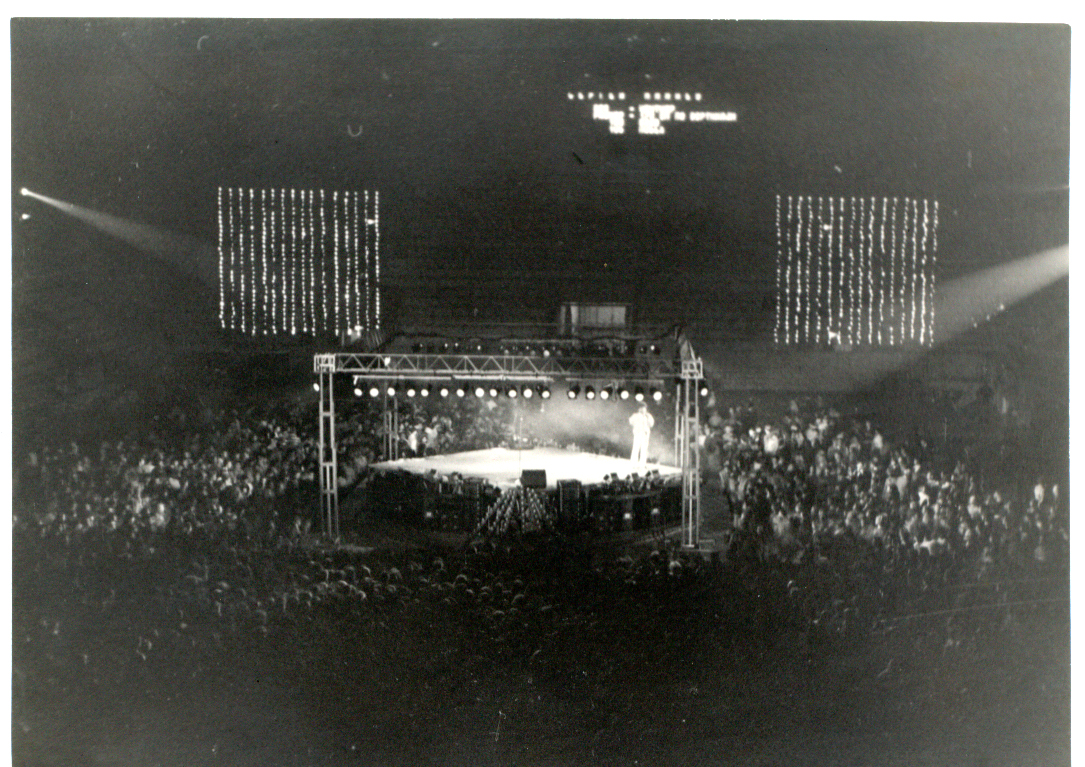
СПМ «Рекорд» организовала первую в СССР дискотеку в «Лужниках» в 1986 году

С началом перестройки в Советском Союзе стал возможным более свободный обмен информацией с зарубежным странами. Одновременно начал падать интерес к советской эстрадной музыке, особенно среди молодёжи. Устоявшаяся советская система звукозаписи (авторы — худсовет — решение — запись — реклама — трансляция и выпуск пластинки) перестраивалась медленно, в то время в музыкальный бизнес пришлю люди, работавшие с магнитофонами и дешёвыми синтезаторами.

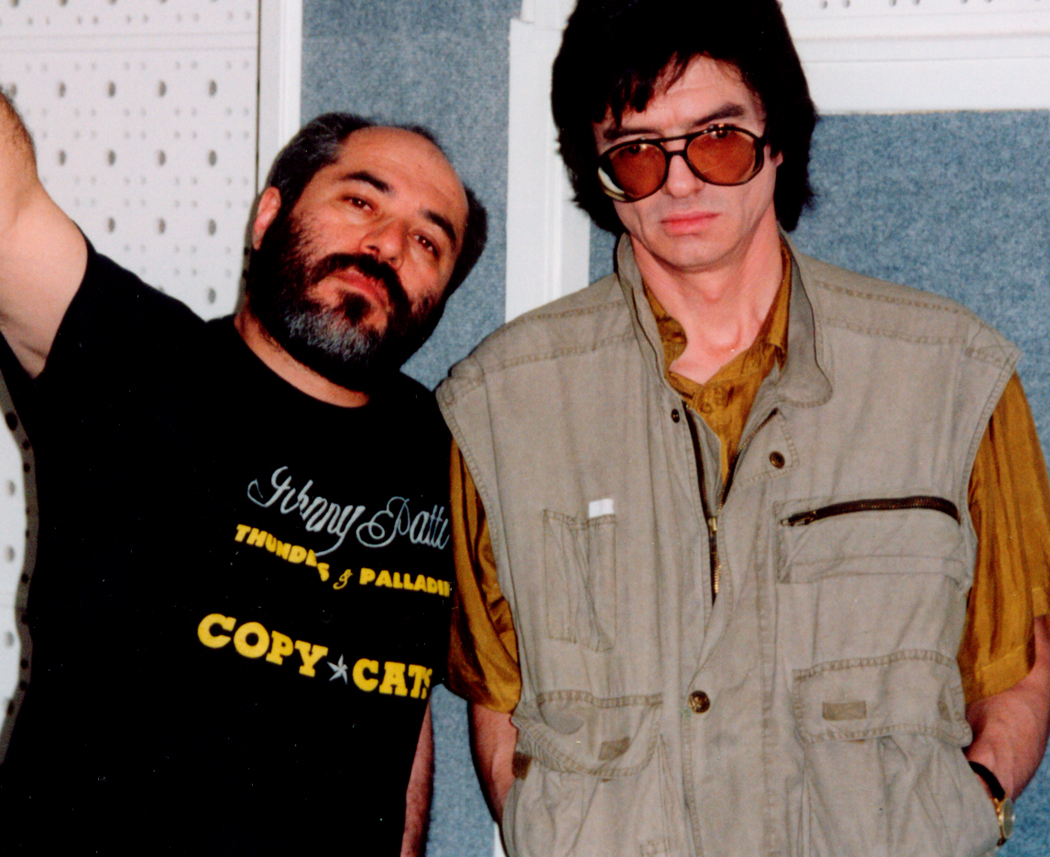
Художественный руководитель студии Юрий Чернавский и её директор Матвей Аничкин (1988)

Чернавский в 1986 году записал несколько песен с Сергеем Минаевым, набиравшим известность как исполнитель песен «Modern Talking» на русском языке в московской дискотечной среде, и опробовал их на клубной публике, включая песню «Маргарита». Руководитель дискотеки, где работал Минаев, комсомольский работник Сергей Лисовский, помог Чернавскому в регистрации СПМ «Рекорд», выступив в качестве менеджера проекта. Он же стал первым директором «Рекорда», с которым Чернавский провёл в конце 1986 года первую в СССР дискотеку на 10 тыс. человек на Малой спортивной арене «Лужников». Мероприятие прошло с успехом, получило отклики в прессе, было одобрено КГБ СССР, Московским горкомом партии, и после этого уже проводилось во многих крупных городах страны.
В 1987 году, когда было законодательно разрешено создание частных предприятий, Лисовский с согласия и при содействии Чернавского открыл собственную компанию под тем же названием. Чернавский порекомендовал Лисовского работнику райкома партии Бауманского района Москвы Владимиру Евланову, и он помог тому организовать собственную фирму «Рекорд». На смену Лисовскому в СПМ «Рекорд» пришёл Владимир Пеньков. После В. Пенькова в начале 1988 года административное руководство студией на короткое время принял профессиональный менеджер Борис Царёв, вскоре уволенный за несоответствие профилю организации, и в 1988 году директором студии общим собранием членов был выбран Матвей Аничкин.

### Продюсерско-производственный центр (1988—1990)

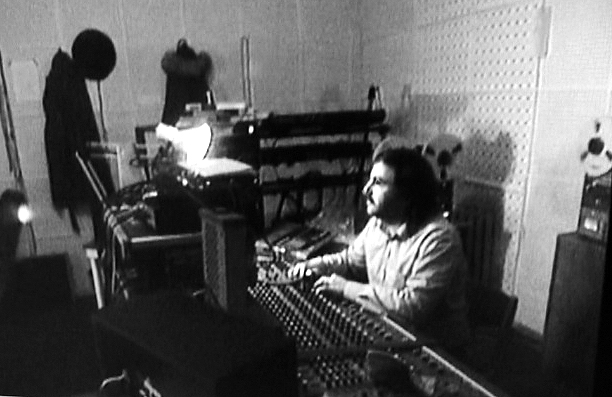
Студия звукозаписи Жарова и Матвиенко (1987)

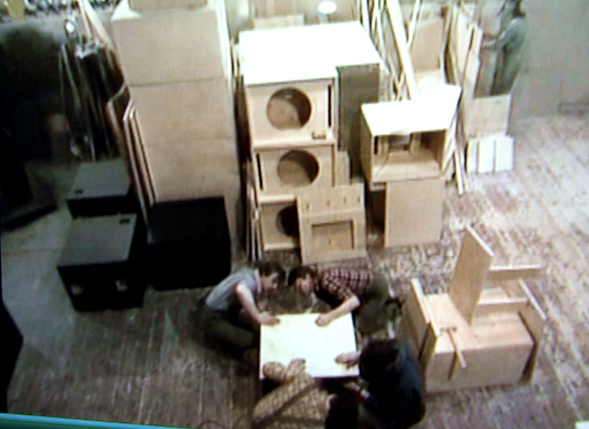
Цеха по производству акустических систем (СПМ «Рекорд», 1988)

К 1988 году в распоряжении СПМ «Рекорд» находилось трёхэтажное здание Дворца культуры Метростроя на Открытом шоссе. В его помещениях располагались:
- дирекция;
- административный отдел;
- касса, бухгалтерия и юридический отдел;
- производственные помещения и склады;
- студия звукозаписи под руководством Валерия Жарова и Игоря Матвиенко;
- студия звукозаписи под руководством Игоря Бабенко (ныне — «Эс-би-ай-рекорд»), в который работал звукорежиссер, аранжировщик и композитор Владимир Бойко, где репетировали и записывались принятые в СПМ «Рекорд» О. Газманов, С. Крылов, Н. Ветлицкая, А. Разин, Н. Грозовская, Ю. Шатунов, С. Бойко и др.; здесь же были созданы первый аудиоальбом группы «Ласковый май», первая песня Александра Малинина и т. д.;
- концертный отдел под руководством Игоря Литвака (впоследствии генерального менеджера медиагруппы «Мост»);
- информационный отдел, располагавший аппаратурой для тиражирования методического материала и иллюстрационных фонограмм и видеозаписей;
- зал для репетиций балета;
- цеха по производству и ремонту звуковой аппаратуры, акустических систем и концертной световой аппаратуры (софиты, прожекторы, парблайзеры с электронным приводом, синхронизацией и т. п.);
- репетиционные комнаты и помещения для отдыха;
- бесплатное кафе.

«Рекорд» организовывал гастроли и шоу как новичкам, так и профессиональным артистам и группам, включая Софию Ротару, «Наутилус Помпилиус», Валерия Леонтьева, «Бригаду С», «Альфу», «Белые Розы», «Ласковый май» и других. Подавляющее большинство выступлений проводилось под фонограмму.
В 1989 году в объединении работало более 500 человек.
По заказу Центрального телевидения СССР в СПМ «Рекорд» был снят телефильм «Здравствуй, Мальчик Бананан» (1990).
В «Рекорде» была зарегистрирована телекомпания «АТВ» («Авторское телевидение»).

### Результаты деятельности и закрытие
Студией были записаны:

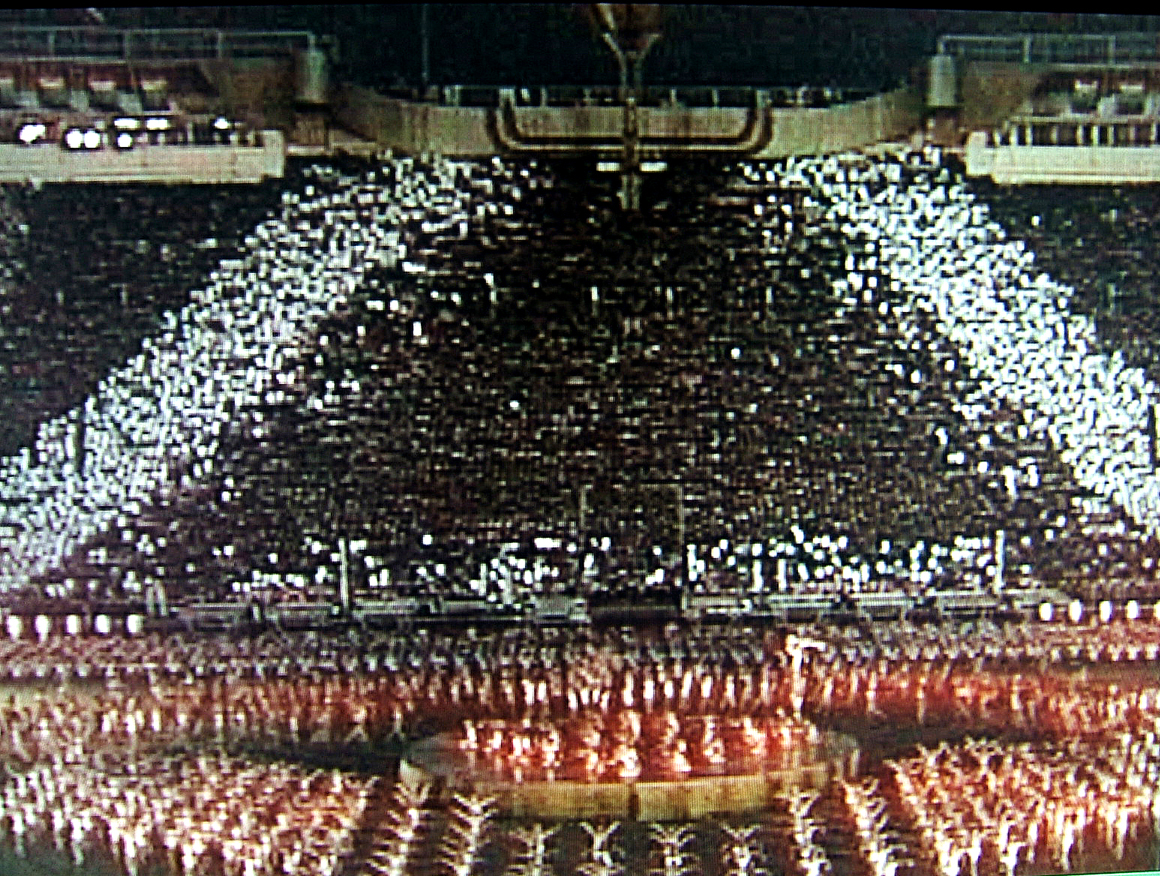
Игры доброй воли 1986 года (Большая арена в «Лужниках»)

- песни Вячеслава Малежика, Игоря Талькова, Дёмы Громова, Виктора Березинского, Юрия Шатунова, Александра Малинина, Николая Расторгуева и других;
- первые альбомы групп «Белые Розы», «Ласковый май», «Любэ», «Амнистия» и др. групп;
- ряд экспериментальных работ, проводились творческие встречи с голливудским музыкальным продюсером Дезмондом Чайлдом;
- саундтреки к церемониям открытия Игр доброй воли в Москве (1986) и Международного фестиваля «Индия — СССР» в Дели (Индия, 1987);

Всего было записано более 15 тыс. часов музыкального материала.
К студии критически относились в Куйбышевском райкоме партии города Москвы, на территории которого находилось объединение. Проекты «Рекорда» по развитию творчества молодых артистов продолжали блокироваться советскими органами идеологии и культуры, и в конце осени 1991 года студия «Рекорд» прекратила свою деятельность. Основатель и художественный руководитель студии Чернавский выехал за рубеж и продолжил работу в Германии и США.
Публикации о СПМ «Рекорд» стали появляться в центральной прессе уже после его закрытия. Первое упоминание о «Рекорде» на телевидении произошло в 1992 году во время демонстрации фильма о Ю. Чернавском «Здравствуй, мальчик Бананан!».
Работая за рубежом, Чернавский не оставил идею продолжить поддержку молодых исполнителей. Во второй половине 2000-х годов была организована виртуальная продюсерская компания «Record v 2.0».